# Mojzesovo
Mojzesovo é um município da Eslováquia, situado no distrito de Nové Zámky, na região de Nitra. Tem 7,49 km² de área e sua população em 2018 foi estimada em 1.337 habitantes.

## Demografia
| Ano:        | 1994 | 2004   | 2014   | 2024   |
| ----------- | ---- | ------ | ------ | ------ |
| Broj ljudi: | 1399 | 1374   | 1312   | 1326   |
| Razlika:    |      | -1,78% | -4,51% | +1,06% |

| Ano:               | 2023 | 2024   |
| ------------------ | ---- | ------ |
| Número de pessoas: | 1322 | 1326   |
| Diferença:         |      | +0,30% |